# 沈起元
沈起元（1685年—1763年），字子大，一字子火，號敬亭，江蘇蘇州府太倉州人，清朝政治人物。

## 生平
康熙六十年（1721年）辛丑科二甲第十六名進士。選翰林院庶吉士，改吏部主事，升員外郎，出為福州府知府，歷攝興化府、台灣府事。雍正十三年（1735年）由台灣府知府護理福建分巡台灣道。沈起元在福州處理冤獄時得罪福建按察使潘體豐，被其以其他事指控，降職四級，遂辭官歸里。乾隆帝即位後，起為江西驛鹽道副使，乾隆二年（1737年）擢河南按察使，七年（1742年）遷直隸布政使，九年（1744年）入京任光祿寺卿，兼稽察右翼宗學，十四年（1749年）引疾致仕歸里，二十八年（1763年）卒。

## 著作
著有《周易孔義》、《敬亭詩文集》等。

## 延伸阅读
[在维基数据编辑]
 《清史稿·卷300》，出自趙爾巽《清史稿》
 在维基共享资源阅览影像